# Gioconda Belli
Pour les articles homonymes, voir Gioconda et Belli.
Belli   Pereira est un nom espagnol. Le premier nom de famille, en général paternel, est  Belli ; le second, en général maternel, souvent omis, est  Pereira.
Gioconda Belli Pereira, née le 9 décembre 1948 à Managua (Nicaragua), est une poétesse et romancière nicaraguayenne, puis chilienne à partir de 2023 après avoir été déchue de sa nationalité nicaraguayenne par le régime de Daniel Ortega. Elle jouit d'une grande reconnaissance internationale.

## Biographie

### Jeunesse et études
Gioconda Belli est née le 9 décembre 1948 à Managua, au Nicaragua. Elle est d'ascendance italienne du côté de son grand-père, Antonio Belli. Ce dernier était arpenteur-géomètre, né à Biella en 1865 et a émigré en Amérique du Sud en participant à la construction du canal de Panama. Le père de Gioconda Belli, Humberto Belli, était un entrepreneur. Sa mère, Gloria Pereira, était une fondatrice du Théâtre expérimental de Managua. Gioconda était la deuxième de cinq enfants : Humberto, Eduardo, Lucie et Lavinia, et a reçu son enseignement primaire dans le Collège de l'Assomption à Managua et secondaire au Collège royal de Saint Elizabeth à Madrid, en Espagne, où elle a obtenu le baccalauréat en 1965. Après avoir obtenu un diplôme en publicité et en journalisme à Philadelphie, elle retourne à Managua. Depuis 1990, Gioconda alternait son temps entre les États-Unis et le Nicaragua.

### Reconnaissance

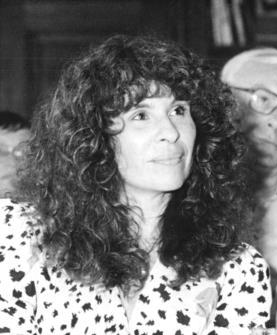
Gioconda Belli en 1989 lors de la remise de la bourse Anna-Seghers.

En 1978, avec l'écrivaine Claribel Alegría, elle obtient le prix Casa de las Américas, dans le genre poésie, pour son livre Línea de fuego, un recueil de poèmes à la fois révolutionnaires et érotiques, écrits alors qu'elle se trouvait en exil au Mexique à cause de son activisme contre le dictateur nicaraguayen. Ces écrits reflètent son opinion sur la situation politique du Nicaragua d'alors. A cette occasion, elle fut invitée aussi à participer comme membre du jury, motif pour lequel elle voyagea à Cuba pour être lectrice des livres nommés, avec l'écrivain Julio Cortázar.
En 1988, son livre La femme habitée (La Mujer Habitada de Belli), un roman semi-autobiographique qui a soulevé les questions de genre pour la première fois dans les récits révolutionnaires nicaraguayens, la fait davantage connaitre. Ce livre a été publié en plusieurs langues et fut sur la liste de lecture dans certaines universités aux États-Unis. Le roman suit deux histoires en parallèle. Il y a la résistance indigène à l'insurrection espagnole et moderne en Amérique centrale avec divers points communs. Et il y a l'émancipation des femmes, la passion et un engagement pour la libération.
En 2000, elle publie son autobiographie, mettant l'accent sur son implication dans le mouvement révolutionnaire, Le pays que j'ai dans la peau (El país bajo mi piel). Cet ouvrage l'amène à être finaliste pour le prix Los Angeles Times Book en 2003.
Par ailleurs, la poésie représente pour Belli, la plus importante partie de son travail. En 1972, elle reçoit le prix de poésie Mariano Fiallos Gil et, en 1978, le prestigieux prix Casa de las Américas.
En 2008, elle a reçu le prix Biblioteca Breve pour son livre L'Infini dans la paume de la main (El Infinito en la palma de la mano), allégorie sur Adam et Ève au paradis.
Les livres de Belli ont été publiés dans de nombreuses langues.
Son travail le plus récent a été présenté avec le titre Cronicas de la Izquierda Erótica, mais a dû être changé pour El País de las Mujeres, puisque le titre précédent appartenait à un livre primé par Ana María Rodas: Poemas de la Izquierda Erótica, publié en 1973. Le livre raconte l'histoire d'un monde gouverné par des femmes. Dans le roman, elle portraits un groupe de femmes qui prennent le pouvoir par le moyen d'un parti politique sous le nom de Partido de la Izquierda Erotica (Parti de la Gauche érotique). Curieusement, c'est le même nom qu'un mouvement formé par les femmes pendant les années 80, à laquelle appartenait Belli, qui avait été nommé en hommage au travail Rodas.

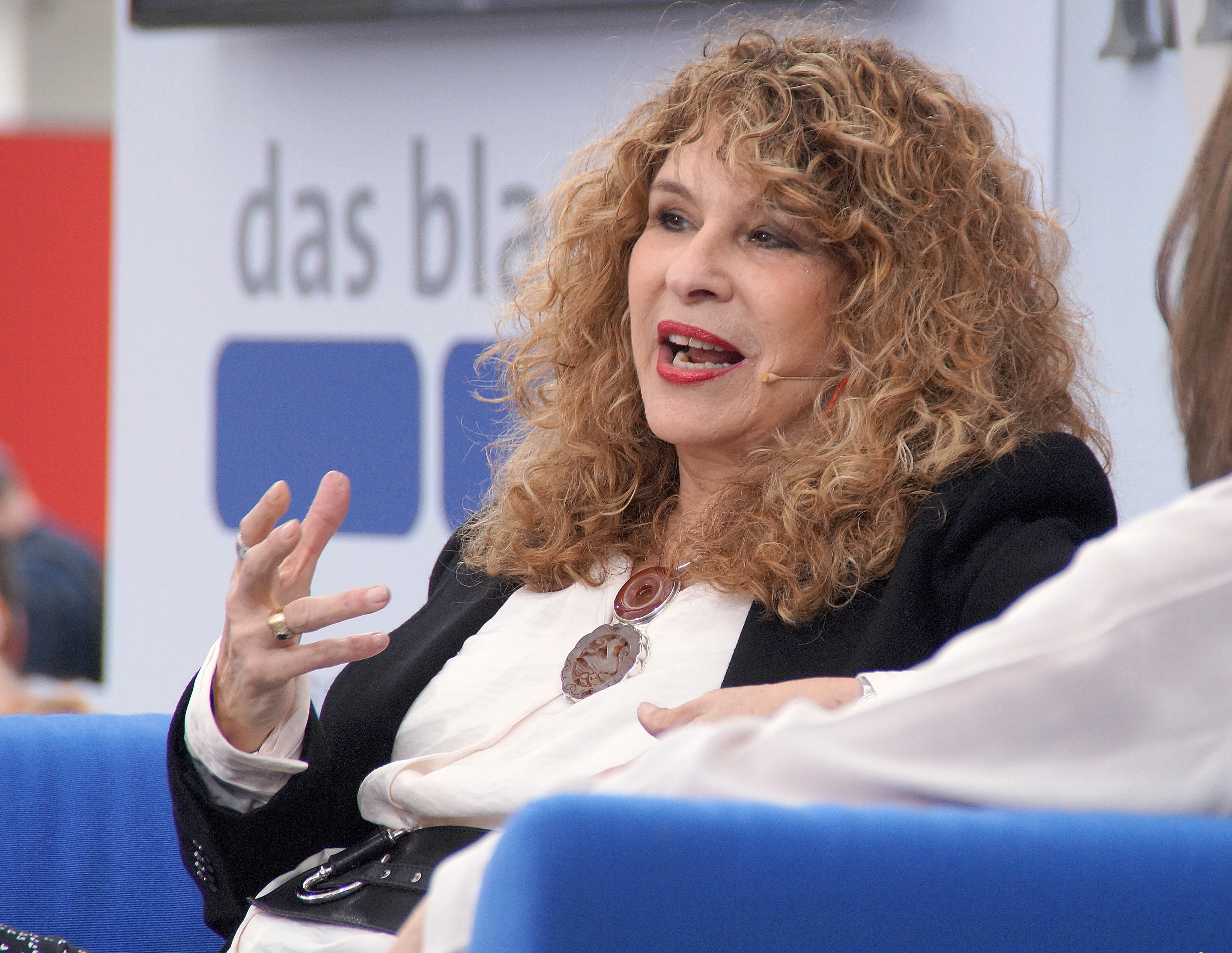
Gioconda Belli, Salon du livre de Leipzig 2016

### Activités politiques
Durant la dictature somociste, Belli s'opposa à Anastasio Somoza Debayle. À partir de 1970, année où elle commença à écrire ses poèmes et, comme de nombreux intellectuels de sa génération, elle intégra les rangs du Front sandiniste de libération nationale (FSLN). A ce moment, le FSLN n'était qu'une organisation clandestine et persécutée dont l'objectif était de renverser le régime somociste. Belli agit en transportant du courrier, des armes, voyagea en Europe et en Amérique Latine afin d'obtenir des ressources pour la lutte sandiniste et pour la rendre publique. Elle devint membre de la Commission politico-diplomatique du FSLN. Elle fut poursuivie et s'exila au Mexique et au Costa Rica, jusqu'au triomphe de Révolution sandiniste en 1979. Elle rentra alors au Nicaragua, où elle effectua divers travaux au gouvernement. A l'arrivée des internationalistes venus aider à la reconstruction du Nicaragua, elle appela cette solidarité la tendresse des peuples ("la ternura de los pueblos").

En 1990, le FSLN perdit les élections. Dans ses mémoires de la révolution, El país bajo mi piel, Belli raconte: 

« Je n'ai jamais cru que je vivrai ce jour. La désolation aussi me remplit de morts mais, cette fois, ce fut terrible. Je sentis que tous mouraient à nouveau, et que maintenant leur mort était vaine, inutile. »

En 1994, en désaccord avec les dirigeants du FSLN, elle quitta le parti sandiniste et perdit alors ses fonctions.
En 2018, Belli se positionna contre le gouvernement de Daniel Ortega, arrivé aux élections de 2016, et devint un membre actif du mouvement rénovateur du sandinisme (MRS),,,. Elle vit en exil à Madrid.
En février 2023, elle est privée de sa nationalité nicaraguayenne par une décision de justice. C'est aussi le cas de 93 autres opposants au régime du couple Ortega-Murillo ,.

## Distinctions
- Chevalière de l'ordre des Arts et des Lettres

## Œuvres

### Poésies
- Sobre la grama (1972)
- Linea de fuego (1978)
- Truenos y arcoiris (1982)
- Amor insurrecto (1985)
- De la costilla de Eva (1987)
- El ojo de la mujer (1990)
- Apogeo (1997)
- Fuego soy apartado y espada puesta lejos (2006)
- En la avanzada juventud (2013)

### Romans
- La femme habitée (La Mujer Habitada de Belli), 1988
- Sophie des présages (Sofía de los Presagios), 1990.
- Waslala, 1996.
- Le pays que j'ai dans la peau (El país bajo mi piel), 2000.
- El pergamino de la seducción, 2007.
- L'Infini dans la paume de la main (El Infinito en la palma de la mano), 2008.
- La République des femmes, 2021 (El país de las mujeres, 2010.)
- El intenso calor de la luna, 2014.